# Museo de los Niños (Bogotá)
El Museo de los Niños es un centro de formación en la apreciación, apropiación y valoración de la cultura científica, a través de experiencias significativas para el pensamiento creativo y crítico, dirigido a una comprensión integral del entorno cotidiano y de las dinámicas de la comunidad nacional y mundial. Se encuentra ubicado en la ciudad capital de Colombia, Bogotá y en los últimos años ha evolucionado en un parque espacio recreativo infantil.

## Historia
El Museo de los Niños fue fundado por la Fundación Museo de los Niños en el año 1986, bajo el liderazgo del Presidente Belisario Betancur, con el apoyo de un grupo de empresarios privados colombianos y dirigentes de entidades estatales. Abrió sus puertas al público en el año 1987. Ocupaba un conjunto de edificios con aproximadamente 8000 metros cuadrados totales.
En el año 2010, la Caja de Subsidio Familiar COLSUBSIDIO asumió la administración integral del Museo.
El Museo de los Niños-Colsubsidio, vinculado al Departamento de Cultura ofrecía una variedad de experiencias didácticas que estaban dirigidas a facilitar la comprensión del mundo actual, a partir de la promoción de la valoración de la cultura científica.
En 2017, bajo la administración del alcalde Enrique Peñalosa Londoño, el IDRD lo reacondicionó como parque para la recreación infantil. en 2014  los últimos tiempos del imbo 24 puntos de altura 56 mts2 4 espacios entre 14 y 17 años.